# ペーター・ショルツェ
ペーター・ショルツェ（1987年12月11日 - 、独: Peter Scholze [ˈpeːtɐ ˈʃɔlt͡sə] ( 音声ファイル)）は、数論幾何学を専門とするドイツ人数学者。ボン大学教授。21世紀の数論幾何学の世界を牽引するリーダーの一人と評されている。2018年、30歳でフィールズ賞を受賞した。

## 経歴
ドイツのドレスデンで生まれ、ベルリンで育った 。父親は物理学者、母親はコンピューター科学者、妹は化学を学んだ 。学生時代に国際数学オリンピックに参加し、3つの金メダルと1つの銀メダルを獲得した。2012年に指導教官のミヒャエル・ラーボポートの下でボン大学より博士号を授与された。2011年7月から2016年までクレイ数学研究所の研究員であった。2018年、マックス・プランク数学研究所の所長に任命された。2022年王立協会外国人会員選出。

## 業績
ショルツェの研究は、数論幾何学、例えばp進数とその応用に集中している。ゲルト・ファルティングス、ジャン＝マルク・フォンテーヌ、そして後にキラン・ケッドラヤによって開発された以前の基本的な理論のいくつかをよりコンパクトな形で提示した。ウェイト・モノドロミー予想を部分的に証明した。パーフェクトイド空間の概念を導入した。
2012年、博士号を取得した直後に24才で当時のドイツ最年少教授となった。

### ABC予想について
2018年、望月新一が発表していたABC予想の証明に関する論文に対して「望月の不等式（系3.12）」に根本的な欠陥があると主張した。
2020年4月3日、望月の論文が約8年の査読を経て数学専門誌『PRIMS』に掲載されることになったことを受けて、望月の所属研究機関である京都大学数理解析研究所 (RIMS) が開いた記者会見では、RIMSの教授であり『PRIMS』の共同編集者の一人である玉川安騎男は、「望月教授自身が反論もしており、（ショルツェからの）再反論もない」などとし、論文の価値判断に影響はないとの認識を示した。一方でショルツェ自身は「今回、論文が受理されたと聞いて驚いている」とコメントした。
2021年7月、『Zentralblatt Math』誌に、望月の論文誌PRIMS掲載の論文について、系3.12の論理過程に批判的なレビューを寄稿した。

## 受賞
- 2012年 - Prix et Cours Peccot
- 2013年 - SASTRAラマヌジャン賞
- 2014年 - クレイ研究賞
- 2015年 - コール賞[20]、オストロフスキー賞[21]、トゥールーズ国立工科大学よりフェルマー賞
- 2016年 - ライプニッツ賞[22]、ヨーロッパ数学会賞
- *同時期に受賞した数学ブレイクスルー賞の New Horizons in Mathematics Prize の受賞は辞退している。
- 2018年 - フィールズ賞[6]
- 2019年 - ドイツ連邦共和国功労勲章大十字章[23][24][25]
- 2020年 - ピウス11世メダル[26]
- 2022年 - 王立協会外国人会員(王立協会フェロー)[27]